# Rocaia binte Maomé
Rocaia (Ruqayyah) foi, segundo fontes sunitas, a segunda filha do profeta Maomé com Cadija. De acordo com fontes xiitas, Maomé e Cadija tiveram apenas uma filha, Fátima.

## Família
Cadija, viúva com quarenta anos de idade, casou-se com Maomé, e teve dois filhos homens, Alcacim e Abedalá, que morreram ainda crianças, e quatro filhas, Zainabe, Rocaia, Um Cultum e Fátima. Rocaia nasceu três anos depois de Zainabe, quando Maomé tinha 33 anos de idade.
De acordo com fontes xiitas, Fátima foi o único de todos filhos de Maomé que sobreviveu.

## Noivado
Rocaia e sua irmã Um Cultum haviam sido prometidas em casamento a, respectivamente, Utba e Utaiba, filhos de Abu Lahab. Abu Lahab era tio paterno de Maomé, e rejeitou os ensinamentos do Profeta, tornando-se um dos seus piores inimigos. Ele mandou que os filhos repudiassem as filhas de Maomé, e os filhos, sob pena de não mais verem o pai, obedeceram. Utaibah, ao repudiar sua esposa, tentou cuspir em Maomé, foi amaldiçoado, e morreu devorado por um tigre, na Síria. Após a queda de Meca, Utba se converteu ao Islão, e fez o juramento de aliança na mão do Profeta.

## Casamento
Rocaia se casou com Otomão, e o casal emigrou, duas vezes, para a Abissínia. Eles tiveram um filho, Abedalá, que nasceu na Abissínia. Ela morreu em Medina, pois havia se movido para lá antes da Hégira, e Maomé não esteve presente em seu funeral. Seu filho, Abedalá, viveu até os seis anos de idade, e morreu em 4 A.H..